# Triaenodes telefominicus
Triaenodes telefominicus là một loài Trichoptera trong họ Leptoceridae. Chúng phân bố ở miền Australasia.